# 中山勉
中山 勉（なかやま つとむ、1954年9月 - ）は、日本の農芸化学者（食品科学）。学位は農学博士（東京大学・1985年）。東京農業大学応用生物科学部教授。日本獣医生命科学大学応用生命科学部教授、静岡県立大学教授。
静岡県立大学食品栄養科学部学部長（第6代）などを歴任した。

## 来歴

### 生い立ち
東京大学農学部農芸化学科を卒業し、東京大学大学院農学系研究科にて修士課程を修了する。

### 研究者として
国立がんセンター研究所研究員、名古屋大学農学部助手、ルイジアナ州立大学客員教授を経て、静岡県立大学に移る。食品栄養科学部にて助教授を経て教授となり、大学院生活健康科学研究科教授も兼務した。2007年には食品栄養科学部の学部長に就任した。当初は食品栄養科学部食品科学科に所属していたが、その後、食品生命科学科に変更した。生活健康科学研究科では食品栄養科学専攻に所属していた。2013年に静岡県立大学から日本獣医生命科学大学に移り、応用生命科学部の教授に就任し、食品科学科に所属した。2018年から2023年まで東京農業大学において応用生物科学部教授を務め、2023年より静岡県立大学客員教授に就任した。

## 研究
食品機能学を専門分野としている。食品成分の分析や、食品成分による活性酸素由来の酸化の抑制といった研究を行っている。21世紀COEプログラムに採択された「先導的健康長寿学術研究推進拠点」プログラム、および、グローバルCOEプログラムに採択された「健康長寿科学教育研究の戦略的新展開」プログラムでは、食品機能成分の作用するメカニズムについての研究を担当した。茶葉に含まれることで知られるカテキン類や紅茶の赤色色素成分であるテアフラビン類についての研究を行っている。

## 門下生
- 植草義徳（慶應義塾大学薬学部助教）
- 石井剛志（神戸学院大学栄養学部准教授）
- 加治屋勝子（鹿児島大学農学部講師）

## 略歴
- 1978年 - 東京大学農学部卒業。
- 1980年 - 東京大学大学院農学系研究科修士課程修了。
- 1981年 - 国立がんセンター研究所研究員。
- 1986年 - ルイジアナ州立大学客員教授。
- 1988年 - 名古屋大学農学部助手。
- 1993年 - 静岡県立大学食品栄養科学部助教授。
- 1999年 - 静岡県立大学食品栄養科学部教授。
- 2007年 - 静岡県立大学食品栄養科学部学部長。
- 2013年 - 日本獣医生命科学大学応用生命科学部教授。
- 2018年 - 東京農業大学応用生物科学部教授。
- 2023年 - 静岡県立大学客員教授

## 著書
- 中山勉・和泉秀彦編集『食品の化学・物性と機能性』南江堂、2017年。
- 中山勉・和泉秀彦編集『食品の分類と利用法』南江堂、2017年。